# 養父市立関宮小学校

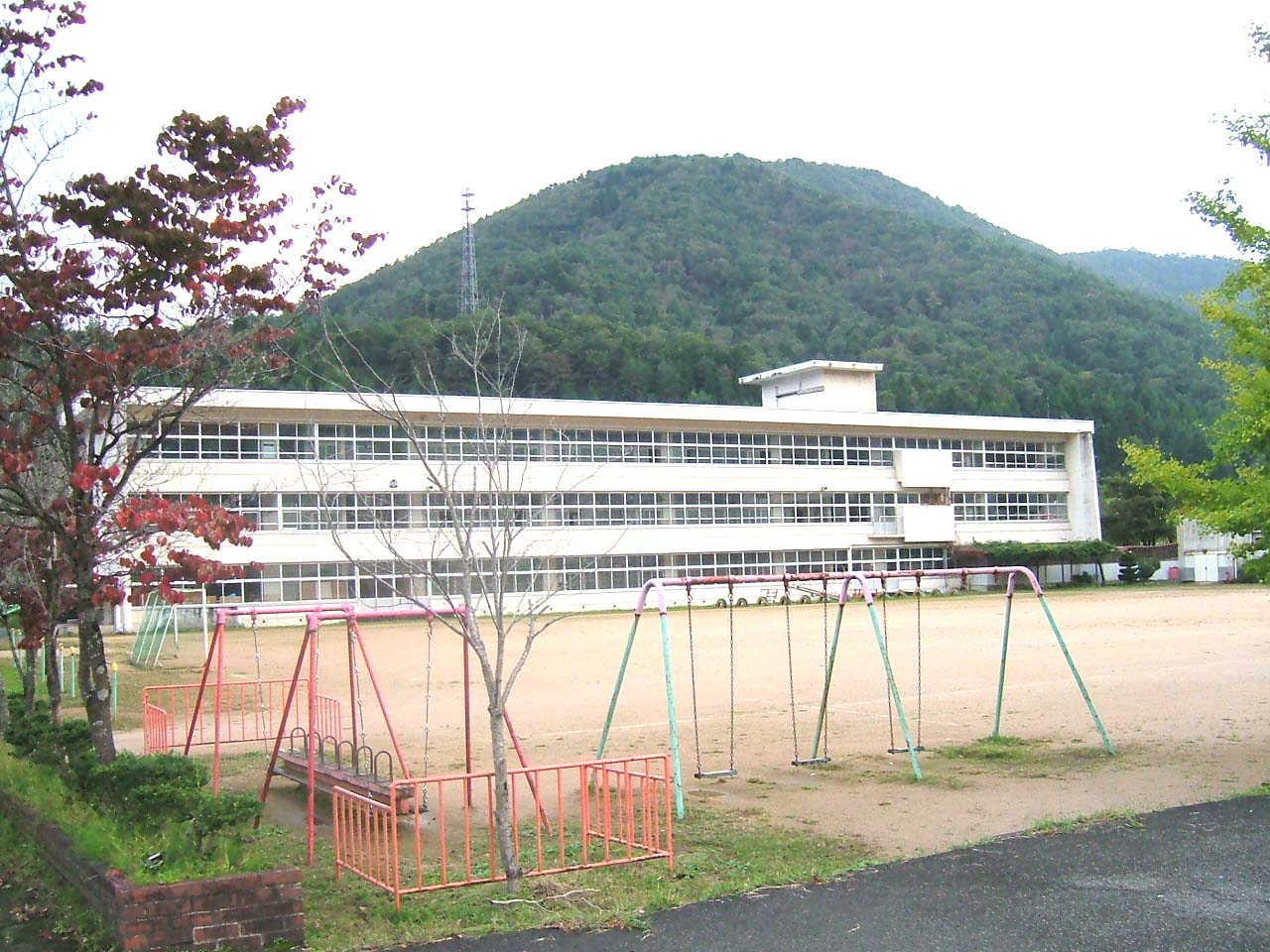
統合前の校舎、2017年解体。

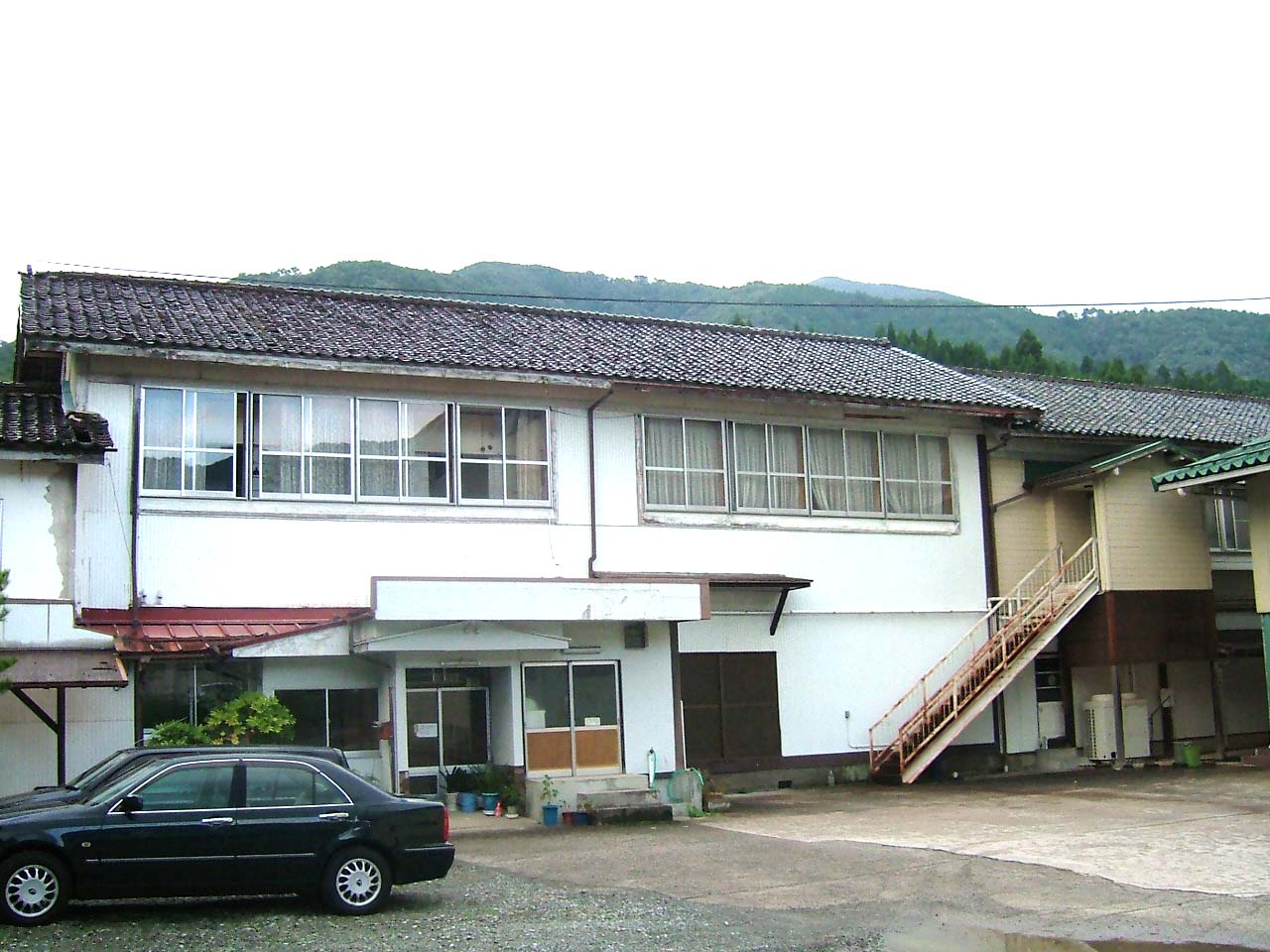
上記移転前の校舎
工場として使用されていたが2017年解体。

養父市立関宮小学校（やぶしりつ せきのみやしょうがっこう）は、かつて兵庫県養父市吉井にあった公立小学校。

## 概要
2004年4月 旧関宮・熊次・出合・大谷の4小学校を統合し、新・関宮小学校として開校する。
場所の異なる旧校舎・旧々校舎の3代の校舎が共に現存していたが、2017年までに解体された。

## 沿革

### 前身校

#### 関宮町立関宮小学校
- 1872年（明治5年） - 学制発令、出合・吉井・関宮の3村に各1校を置く。
- 1877年（明治10年） - 前記3校を廃して中瀬小学校を置く。
- 1880年（明治13年）1月 - 校舎を関宮に移転し羽山小学校と改称、出合に支校を置く。
- 1882年（明治15年）2月 - 関宮小学校と改称、出合支校を出合小学校と改める、別に吉井小学校を設置。
- 1886年（明治19年）4月 - 羽山尋常小学校と改称。
- 1887年（明治20年）5月 - 関宮簡易小学校と改称。
- 1891年（明治24年） - 関宮尋常小学校と改称。
- 1900年（明治33年） - 吉井尋常小学校を合併。
- 1905年（明治38年）5月22日 - 高等科を併置し関宮尋常高等小学校と改称。
- 1908年（明治41年）7月20日 - 実業補習学校を本校内に開設。
- 1909年（明治42年）1月7日 - 関宮裁縫専修学校を併置。
- 1965年（昭和40年） - 鉄筋新校舎に移転。
- 2004年（平成16年）3月31日 - 閉校。

#### 関宮町立熊次小学校
- 2004年（平成16年）3月31日 - 閉校

#### 関宮町立出合小学校
- 2004年（平成16年）3月31日 - 閉校

#### 関宮町立大谷小学校
- 2004年（平成16年）3月31日 - 閉校

### 養父市立関宮小学校
- 2004年（平成16年）4月 - 町村合併により養父市が発足、旧関宮・熊次・出合・大谷の4小学校を統合し、養父市立関宮小学校が開校。中学校の隣に新校舎を建設し移転。
- 2020年（令和2年）
  - 3月31日 - 廃校
  - 4月1日 - 養父市立関宮中学校と統合し、養父市立関宮学園（義務教育学校）が開校

## 通学区域
- 旧関宮町地域:三宅、大谷、万久里、尾崎、関宮、吉井、出合、葛畑、別宮、小路頃、川原場、外野、草出、梨ケ原、丹戸、奈良尾、福定、大久保[1]

## 進学先中学校
- 養父市立関宮中学校

## 交通アクセス
- 西日本旅客鉄道（JR西日本）山陰本線 八鹿駅より
  - 全但バス鉢伏行き「関宮中学校前」バス停下車。

## 校区内の主な施設
- 山田風太郎記念館 - 旧々校地に所在
- 第一学院高等学校養父本校 - 旧大谷小学校校地を転用

## 著名な出身者
- 山田風太郎（小説家）